# Однополые браки в Новой Зеландии
Однополые браки в Новой Зеландии разрешены законом, принятым парламентом 17 апреля 2013 года и получившим 19 апреля королевскую санкцию (вступил в силу 19 августа 2013 года). До этого с апреля 2005 года однополые пары, как и разнополые, уже могли заключать гражданские союзы, отличающиеся от брака лишь невозможностью совместного усыновления детей. Закон о браке 1955 года является основным документом, регулирующим брачные отношения в стране, в нём не содержится ни разрешения, ни запрета однополых браков.

## История

### Куилтер против генерального прокурора
Дело «Куилтер против генерального прокурора» (англ. Quilter v Attorney-General) началось в 1996 году, когда трём парам женщин, находящимся в продолжительных отношениях, отказали в выдаче свидетельства о браке, основываясь на том, что в общем праве браком является союз мужчины и женщины. Дело было передано в Верховный суд Новой Зеландии в мае 1996 года. Истцы утверждали, что, раз в законе 1955 года однополые браки не запрещены, а согласно Новозеландскому биллю о правах и Новозеландском законе о правах человека 1993 года дискриминация на основании сексуальной ориентации запрещена.
В Верховном суде обе стороны согласились с тем, что к моменту написания закона о браке однополые союзы ещё не принимались во внимание, однако, согласно биллям о правах, Новая Зеландия запрещает дискриминацию, и истцы могут заключить брак. Государственный ответчик цитировал пятую главу билля, где говорится о том, что свободы и права могут быть ограничены. Верховный суд заключил, что брак является союзом между мужчиной и женщиной.
На решение была подана апелляция в апелляционный суд Новой Зеландии, который подтвердил решение.

### Джульет Джослин против Новой Зеландии
Две пары, фигурировавшие в деле Куилтер, 30 ноября 1998 года подали на новозеландское правительство в Комитет по правам человека ООН, утверждая, что запрет нарушает конвенцию по правам человека, однако Комитет отклонил их требования 17 июля 2002 года.

### Выборы 2005 года
Во время выборов в парламент в 2005 году Хелен Кларк сообщила, что считает исключение однополых пар из закона о браке является дискриминацией, но отметила, что не собирается требовать изменения законодательства.

### Корректирующий билль о браке
В 2005 году член парламента от партии United Future Гордон Коупланд внёс на рассмотрение Корректирующий билль о браке (англ. the Marriage (Gender Clarification) Amendment Bill), который бы изменил определение брака как союза мужчины и женщины и отменил признание в Новой Зеландии однополых браков, заключённых за границей. Это действие было раскритиковано оппонентами легализации, в частности, прокурором как «слишком радикальное» и помечено им как противоречащий Биллю о правах.
Предложенный закон не прошёл первое чтение 7 декабря 2005 года с 47 голосами за и 73 против.
| Партия                               | Партия                               | Голосов за | Голосов против |
| ------------------------------------ | ------------------------------------ | ---------- | -------------- |
| Лейбористы                           | Лейбористы                           | 1          | 49             |
| Национальная партия                  | Национальная партия                  | 36         | 12             |
| New Zealand First                    | New Zealand First                    | 5          | 2              |
| Зелёные                              | Зелёные                              | -          | 6              |
| Партия маори                         | Партия маори                         | -          | 3              |
| United Future                        | United Future                        | 3          | -              |
| ACT New Zealand                      | ACT New Zealand                      | 2          | -              |
| Прогрессивная партия Джима Андерсона | Прогрессивная партия Джима Андерсона | -          | 1              |
| Total                                | Total                                | 47         | 73             |

### Поправка к определению брака
Основная статья: Закон об изменении определения брака
14 мая 2012 года Луиза Уолл, член парламента от лейбористской партии, внесла на рассмотрение личный законопроект, который позволил бы однополым парам заключать браки. Проект закона был предложен к обсуждению 30 мая 2012 года и прошёл все три чтения. Принят в третьем чтении голосованием (77 за, 44 против). Через четыре месяца после санкционирования генерал-губернатором Джерри Матэпараэ закон вступил в силу.
После оглашения результатов голосования члены парламента спонтанно запели любовную песню Покарэкарэ-ана.

## Общественное мнение

### Данные опросов
| Дата                | Проведён                     | Объём выборки | За     | Нейтрально | Против | Воздержались | Погрешность |
| ------------------- | ---------------------------- | ------------- | ------ | ---------- | ------ | ------------ | ----------- |
| Сентябрь 2004       | Herald-DigiPoll              | 750           | 40 %   |            | 54 %   |              |             |
| 6-9 июля 2011       | Research New Zealand         | 500           | 60 %   |            | 34 %   | 4 %          | ±4.6 %      |
| 26-30 мая 2012      | ONE News Colmar Brunton Poll | 1005          | 63 %   |            | 31 %   | 5 %          | ±3.1 %      |
| 18-28 июня 2012     | Herald-DigiPoll              | 750           | 53.5 % |            | 40.5 % | 6 %          | ±3.6 %      |
| 11-17 сентябрь 2012 | Research New Zealand         | 500           | 49 %   | 15 %       | 32 %   |              | ±4.7 %      |
| Декабрь 2012        | Herald-DigiPoll              | 500           | 59 %   |            | 38 %   | 3 %          | ±4.4 %      |
| 13-19 декабря 2012  | Key Research                 | 1000          | 53.9 % |            | 38.1 % | 8 %          | ±3.1 %      |
| 11-17 марта 2013    | Herald-DigiPoll              | 750           | 49.6 % |            | 48 %   | 2.4 %        | ±3.6 %      |

### Кампании
Кампания «Легализуем любовь» (англ. Legalise Love) была начата в августе 2011 года для содействия получения однополыми парами равных возможностей на брак и усыновление, в октябре того же года у здания парламента был организован протест. В декабре того же года бывшая генерал-губернатор Кэйтрин Тизард снялась в серии видеороликов кампании вместе с певицами Аникой Моа, Бо Рунга и Холли Смит, а также олимпийским чемпионом по плаванию Дэнион Лоудер. Комиссия по правам человека выпустила разъяснение, в котором говорилось, что церкви не будут обязаны женить однополые пары, если закон об их признании будет принят парламентом.
Оппозицию к однополым бракам представляет католическая церковь и некоторые члены партии консерваторов и общественной организации Family First. В июне 2012 года председатель партии Боб Маккроски анонсировал открытие сайта «Защитим брак в Новой Зеландии» (англ. Protect Marriage NZ), перечисляющего причины против легализации однополых браков, который в первый же день прекратил обслуживание из-за DoS. Петиция против таких браков, подписанная 50 000 людьми, была передана в парламент в августе 2012 года перед первым чтением закона. В последние две недели перед третьим чтением закона несколько консервативных христианских организаций организовывали всенощные бдения, молясь о недопущении его принятия.
В марте 2013 года все молодёжные организации при парламентских партиях выразили поддержку законопроекту, включая молодёжное крыло партии «New Zealand First», чьи члены сообщили о том, что будут голосовать против закона.

## Статистика
Ниже приведены данные о количестве заключённых новозеландскими резидентами однополых браков и гражданских союзов:
| Год  | Однополые | Всего | Доля однополых |
| ---- | --------- | ----- | -------------- |
| 2013 | 330       | 19424 | 1,70 %         |
| 2014 | 507       | 20176 | 2,51 %         |
| 2015 | 471       | 19947 | 2,36 %         |
| 2016 | 483       | 20235 | 2,39 %         |
| 2017 | 486       | 20685 | 2,35 %         |
| 2018 | 510       | 20949 | 2,43 %         |